# Хемниц (административный округ)
Хемниц (нем. Chemnitz) — один из трёх бывших административных округов (нем. Regierungsbezirk) земли Саксонии в Германии. Он находился на западе земли и был образован решением Саксонского земельного правительства от 27 ноября 1990 к 1 января 1991.
Был упразднён в 2008 году и преобразован в дирекционный округ Хемниц.
Состав административного округа:
- районы:

1. Аннаберг
2. Ауэ-Шварценберг
3. Хемниц (район)
4. Фрайберг
5. Средние Рудные Горы
6. Митвайда
7. Штолльберг
8. Фогтланд
9. Цвиккау (район)

- города (приравненные к районам):

1. Хемниц
2. Плауэн
3. Цвиккау